# سعيد قدورة
أبو عثمان سعيد بن إبراهيم قدورة الجزائري محدث وفقيه مالكي جزائري، كان مفتي الجزائر في وقته، ولقب بشيخ الإسلام.

## المنشأ وطلب العلم
أصل والديه من مدينة قدورة قرب جزيرة جربة التونسية وقد هاجرا إلى الجزائر وسكنا بها حيث رزقا به سنة 979 هـ. تلقى علومه الأولى على يد الشيخ محمد بن أبي القاسم المطماطي.
بعد وفاة والديه سنة 1001 هـ توجه إلى زاوية الشيخ أبي علي بن أبهلول المجاجي قرب تنس حيث مكث ثلاث سنين من 1005 هـ حتى 1008 هـ عاد بعدها إلى الجزائر ليزاول دراسته عند شيخه المطماطي الذي كان قد عاد من الحجاز ليدرس بالجامع الكبير.
سافر في طلب العلم سنة 1012 هـ إلى تلمسان فتتلمذ على يد الشيخ سعيد المقري، ثمّ إلى صحراء فجيج وتافيلالت وسجلماسة وواحة بني عباس حيث قابل شيخه أحمد بن عبد الله السجلماسي العباسي ثم منها إلى فاس، دامت رحلته أكثر من سبع سنوات قبل العودة إلى الجزائر.
ومن شيوخه أيضاً إبراهيم بن الحسن بن علي اللقاني المالكي المصري (توفي 1041 هـ) عالم مصر في علم الحديث من مؤلفاته قضاء الوطر في توضيح نخبة الفكر للحافظ ابن حجر و  إجمال الرسائل وبهجة المحافل في التعريف برواة الشمائل و " نشر المآثر فيمن أدرك من أهل القرن العاشر.

## أعماله
عيّنه شيخه المطماطي خليفة له للتّدريس بالجامع الكبير ووكيلاً لأوقافه ثم عيّن مفتيًا للمالكية ابتداء من سنة 1028 هـ وبقي على ذلك حتّى وفاته سنة 1066 هـ 1656 م.

## مؤلفاته
- حاشية على شرح اللقاني لخطبة خليل.[2]
- شرح خطبة مختصر خليل في الفقه.[3]
- نوازل تلمسانية.[4]
- رقم الايادي على تصنيف المرادي في النحو: وهو نبذة ذيل بها شرح الخلاصة للمرادي [5]
- شرح المنظومية الخزرجية في النحو [6]
- حاشية على شرح الصغرى للسنوسي [7]
- شرح على السلم المرونق في المنطق [8]

## قيل عنه
- الإفراني: ««العالم المتفنن الزاهد الورع الموصوف بالصلاح، ولي الفتوى بالجزائر فأحسن فيها»»[9]
- الفلاني، وشاه ولي الله الدهلوي: ««شيخ الإسلام وصدر الأئمة الأعلام أبي عثمان سعيد بن إبراهيم الجزائري مفتيها عرف بقدورة.»»[10][11]